# Palais-de-Justice (métro de Toulouse)
Palais-de-Justice est une station de la ligne B du métro de Toulouse. Elle est située dans le quartier Saint-Michel, à proximité du palais de justice de Toulouse au sud-est du centre-ville de Toulouse. 
La station est en correspondance avec l'arrêt terminus de la ligne T1 .

## Situation sur le réseau
La station Palais-de-Justice est située sur la ligne B du métro de Toulouse, entre les stations Carmes au nord et Saint-Michel-Marcel-Langer au sud.
Elle est également le terminus de la ligne T1 , après la station Île-du-Ramier, située à l'ouest.

## Histoire
Lors de son inauguration le 30 juin 2007, cette station était équipée d'un quai à 11 portes qui ne lui permettait que de recevoir des rames à 2 voitures.
Le 20 décembre 2013 est inaugurée la station de tramway en correspondance avec le métro.
En novembre 2018, afin d'éviter les arrêts intempestifs du métro à cause de mauvais comportements des voyageurs, la station fait office de station « test » d'adhésifs au sol des portes-palières des quais rappelant aux usagers de laisser sortir les voyageurs.

En 2016, la station a enregistré plus de 3 millions de validations. Elle est également la deuxième station de la ligne T1 la plus fréquentée, derrière Arènes, avec près d'1,2 million de validations, ce qui représente 11 % du trafic. En 2018, 3 624 760 voyageurs sont entrés dans la station, ce qui en fait la 8e station la plus fréquentée sur 37 en nombre de validations.

## Services aux voyageurs

### Accès et accueil
La station de métro se situe au tout début de la grande-rue Saint-Michel. Elle est souterraine et possède deux entrées situées de chaque côté de la grande-rue Saint-Michel. Elle est équipée de guichets automatiques pour permettre l'achat des titres de transports.

Installations
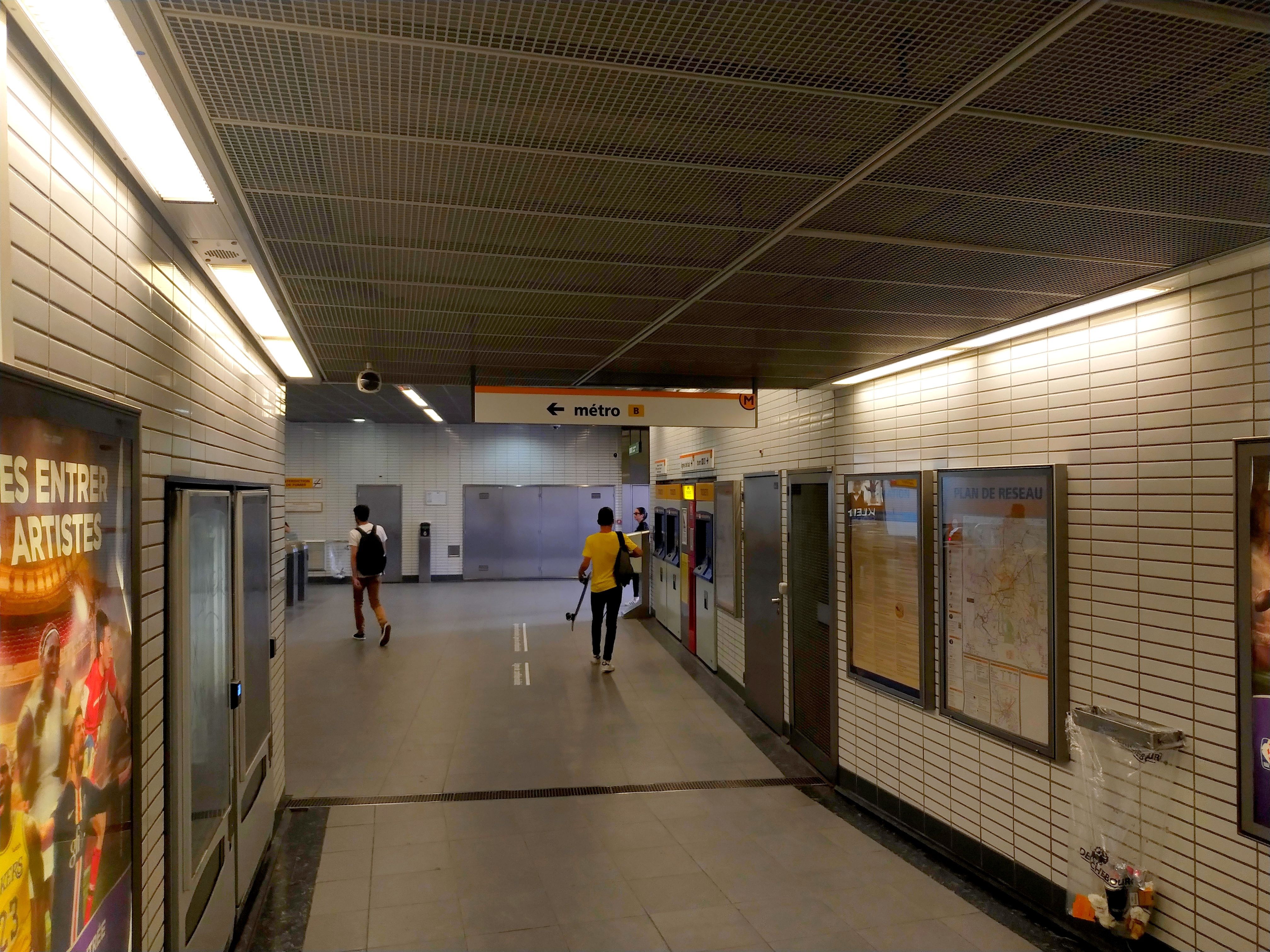
Accès hall.
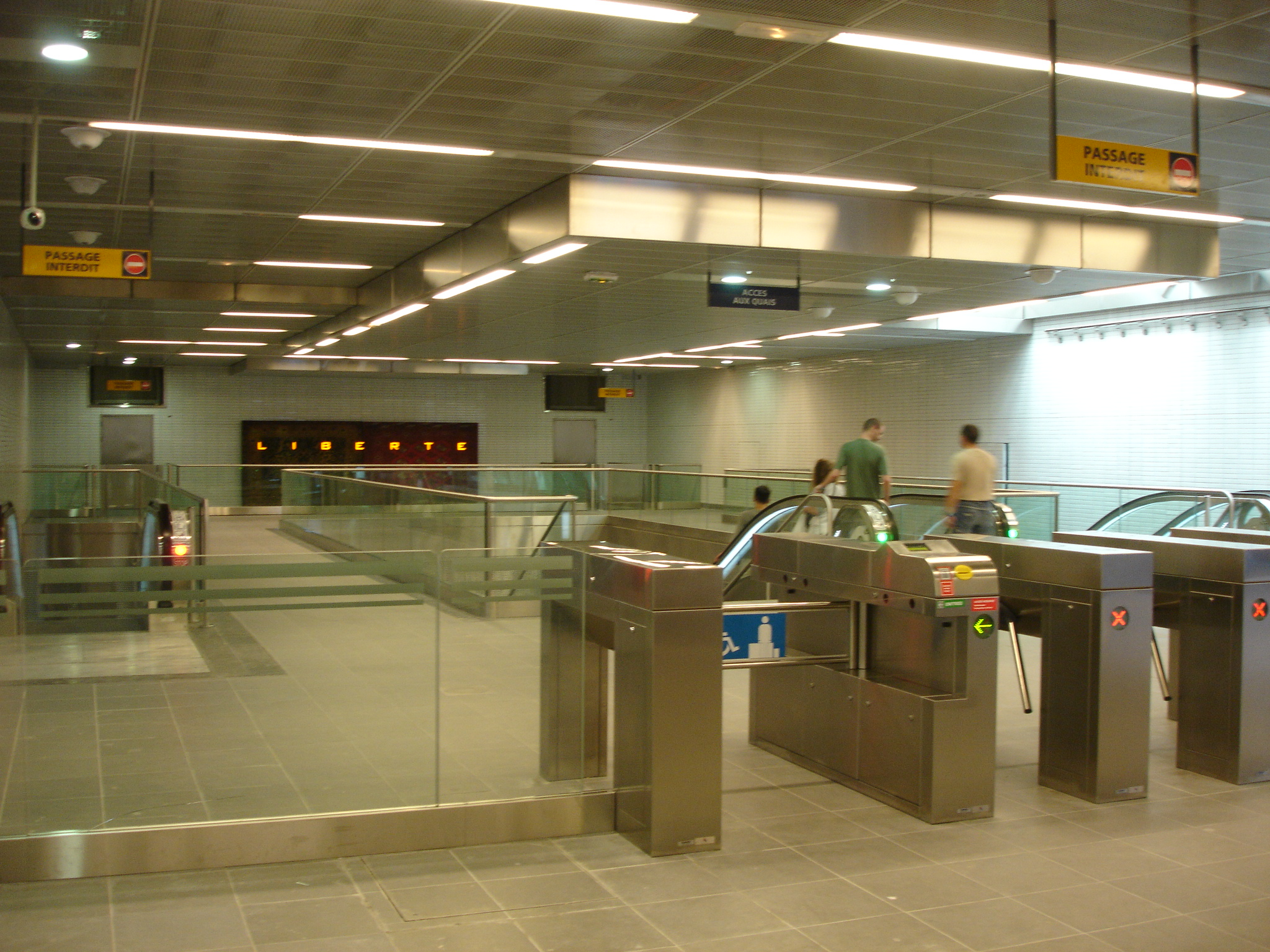
Tourniquets.
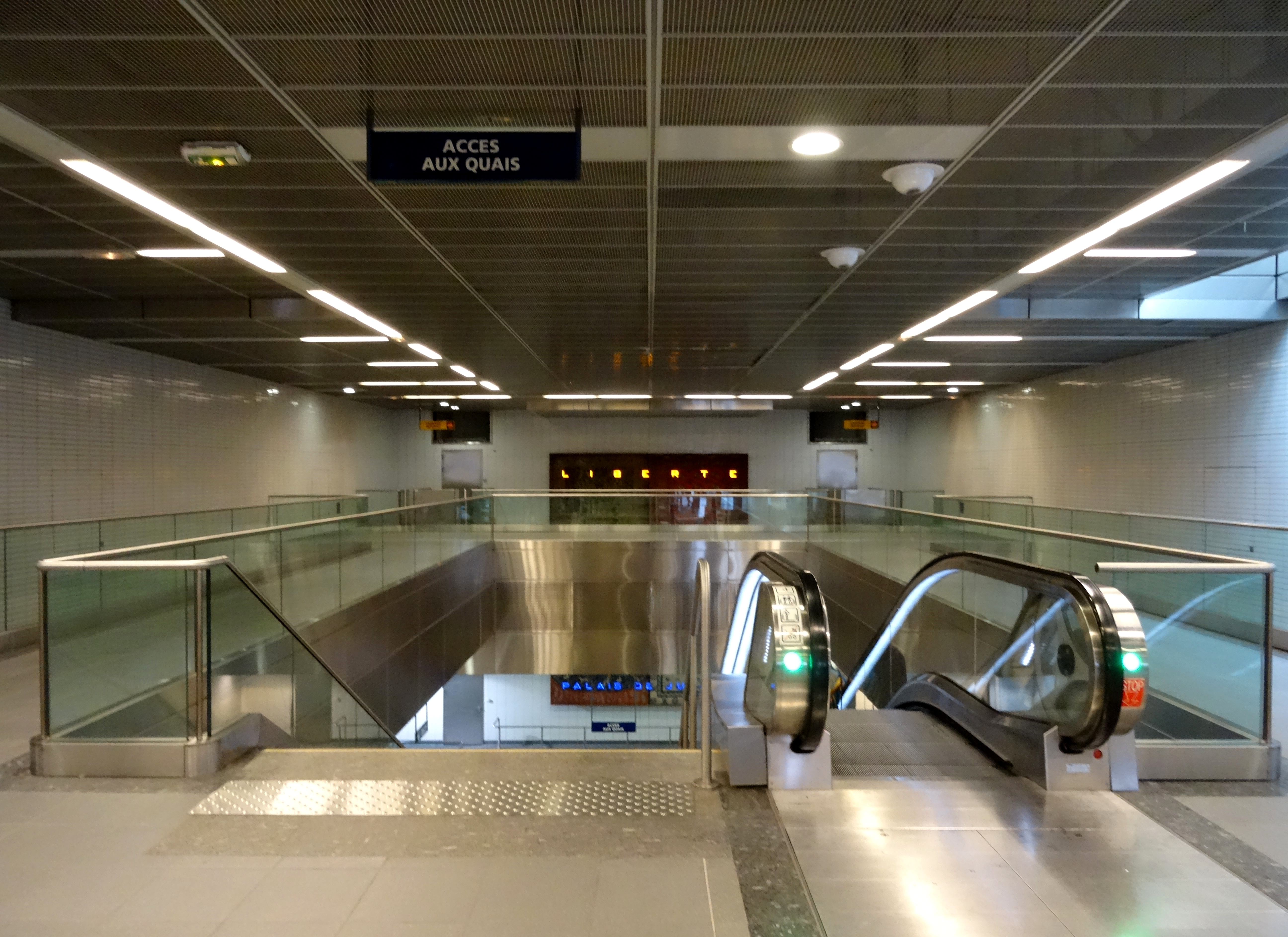
Accès quais.

### Desserte
Comme sur le reste du métro toulousain, le premier départ des terminus (Borderouge et Ramonville) est à 5h15, le dernier départ est à 0h du dimanche au jeudi et à 3h le vendredi et samedi.

Installations
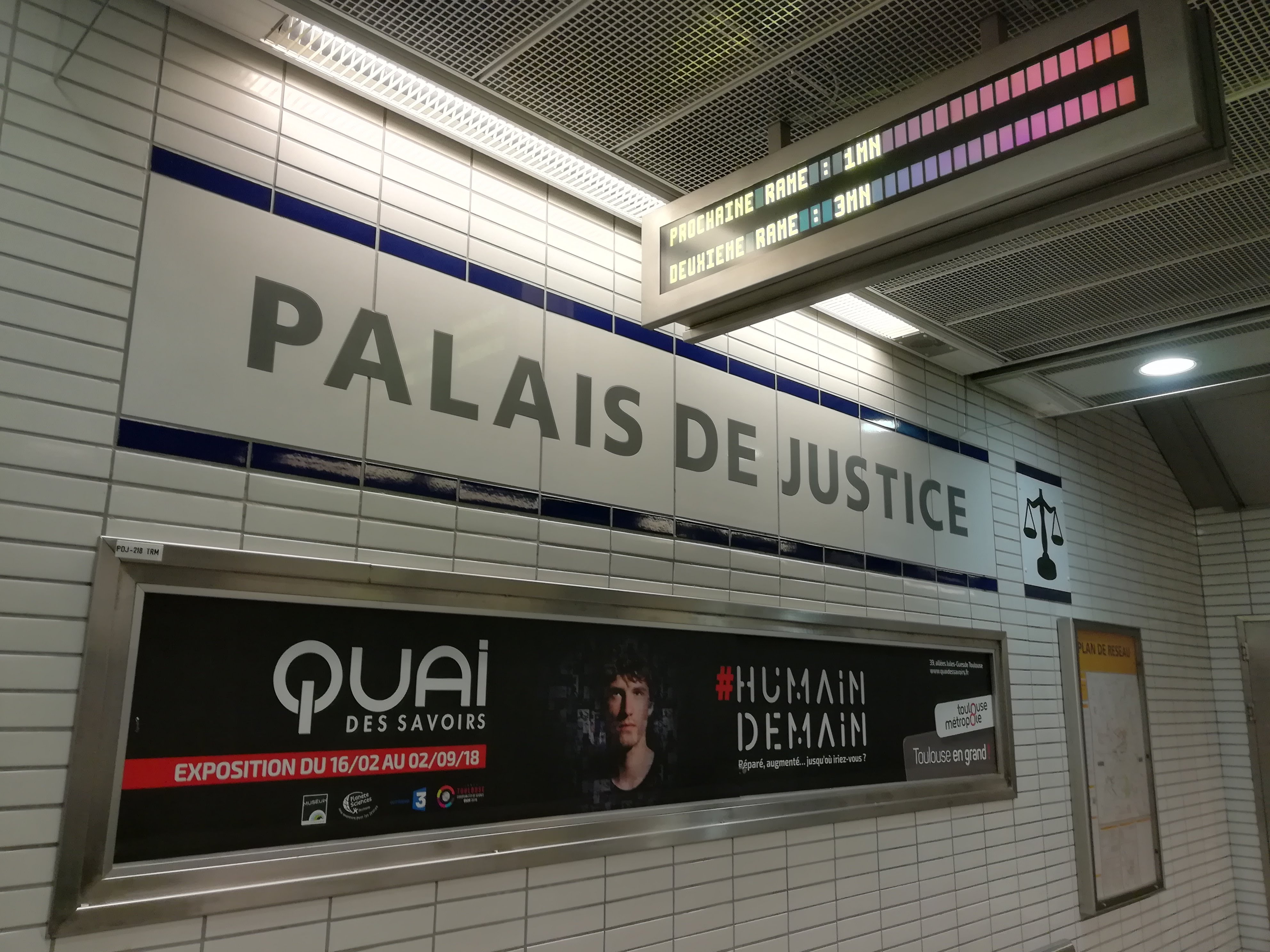
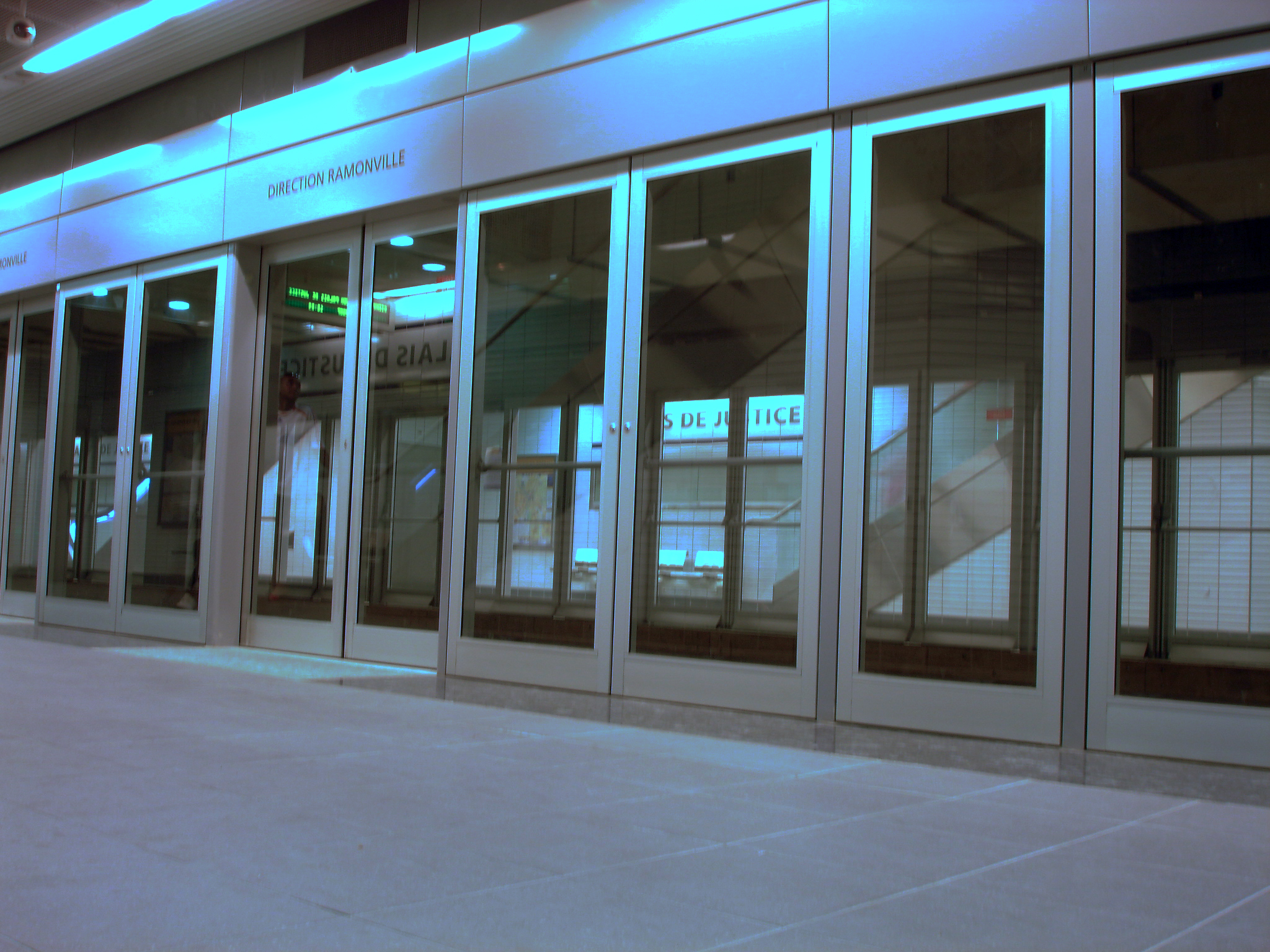
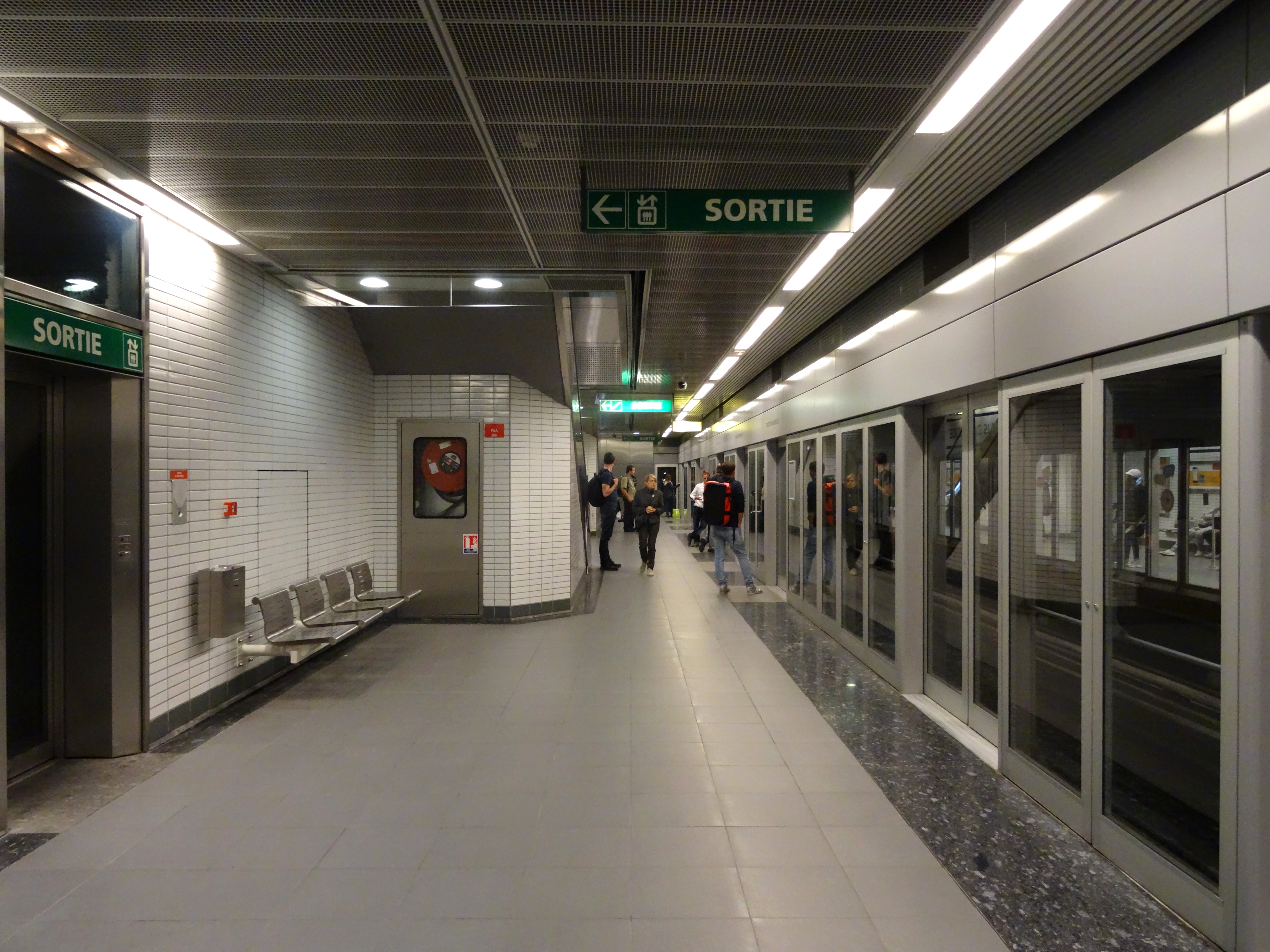

### Intermodalité
La station est desservie par la ligne T1 du tramway de Toulouse, ainsi que par les lignes 44 (à distance)et 66 du réseau Tisséo.

## L'art dans la station
L’œuvre d'art a été réalisée par le collectif d'artistes slovènes IRWIN, et représente quatre tapis de quatre cultures renommées pour leur tapis : Turquie, pays arabes, pays africains et Amérique du Sud. Sur cette œuvre sont inscrits la devise de la France et le nom de la station.
Pour fêter la première année de la ligne B, Tisséo s'associe à l'agence de design global toulousaine KLD-Design ainsi qu'à l'artiste local Chat Maigre pour habiller huit cabines d'ascenseurs de la ligne, dont celle de Palais de Justice.

## À proximité
- Palais de justice de Toulouse
- Gendarmerie nationale
- Jardin des plantes
- Muséum d'histoire naturelle
- Théâtre Sorano
- Hôtel de région
- École de journalisme de Toulouse (EjT)
- Station VélôToulouse no 68, 1 Bis allée Jules-Guesde